# Jivarus alienus
Jivarus alienus är en insektsart som först beskrevs av Walker, F. 1870.  Jivarus alienus ingår i släktet Jivarus och familjen gräshoppor. Inga underarter finns listade i Catalogue of Life.